# Salem Nasser Bakheet
Salem Nasser Bakheet (arabisch سالم ناصر بخيت, DMG Sālim Nāṣir Baḫīt; * 27. Juni 1977) ist ein ehemaliger bahrainischer Leichtathlet, der sich auf den Hochsprung spezialisiert hat. Aktuell ist er Inhaber des Landesrerkordes und wurde 2002 Vizeasienmeister in dieser Disziplin.

## Sportliche Laufbahn
Erste internationale Erfahrungen sammelte Salem Nasser Bakheet vermutlich im Jahr 1998, als er bei den Asienmeisterschaften in Fukuoka mit übersprungenen 2,05 m den zehnten Platz belegte. Anschließend gelangte er auch bei den Asienspielen in Bangkok mit 2,00 m auf Rang zehn. Im Jahr darauf erreichte er bei den Militärweltspielen in Zagreb mit 2,05 m den elften Platz und 2001 gewann er bei den Arabischen Meisterschaften in Damaskus mit 2,04 m die Silbermedaille hinter dem Libanesen Jean-Claude Rabbath. Im Jahr darauf belegte er bei den Westasienspielen in Kuwait mit 2,07 m den vierten Platz und anschließend gewann er bei den Asienmeisterschaften in Colombo mit 2,15 m die Silbermedaille hinter dem Chinesen Cui Kai. Daraufhin belegte er bei den Asienspielen in Busan mit 2,19 m den fünften Platz. 2003 gewann er bei den Arabischen Meisterschaften in Amman mit 2,18 m die Silbermedaille hinter dem Libanesen Jean-Claude Rabbath und belegte anschließend bei den Asienmeisterschaften in Manila mit 2,15 m den sechsten Platz. Im Dezember gelangte er bei den Militärweltspielen in Catania mit 2,05 m auf den zehnten Platz. Im Jahr darauf gewann er bei den Panarabischen Spielen in Algier mit 2,11 m die Bronzemedaille hinter dem Algerier Abderrahmane Hammad und 2005 belegte er bei den erstmals ausgetragenen Islamic Solidarity Games in Mekka mit 2,14 m den fünften Platz. Anschließend gewann er bei den Arabischen Meisterschaften in Radès mit 2,16 m die Silbermedaille hinter Omar Moussa al-Masrahi aus Saudi-Arabien. 2006 gewann er bei den Hallenasienmeisterschaften in Pattaya mit 2,13 m die Silbermedaille hinter dem Japaner Naoyuki Daigo und gelangte bei den Asienspielen in Doha mit 2,19 m auf den fünften Platz. Im Jahr darauf erreichte er bei den Asienmeisterschaften in Amman mit 2,10 m auf Rang elf, ehe er bei den Panarabischen Spielen in Kairo mit 2,05 m den neunten Platz belegte. 2008 klassierte er sich bei den Hallenasienmeisterschaften in Doha mit 2,05 m auf dem achten Platz und im Jahr darauf belegte er bei den Arabischen Meisterschaften in Damaskus mit 2,00 m den fünften Platz. Daraufhin gelangte er bei den Hallenasienspielen in Hanoi mit 2,05 m auf den neunten Platz und wurde dann bei den Asienmeisterschaften in Guangzhou mit 2,00 m 15. 2010 belegte er bei den Westasienmeisterschaften in Aleppo mit 2,05 m den neunten Platz und verpasste anschließend bei den Asienspielen in Guangzhou mit 2,05 m den Finaleinzug. Im Jahr darauf schied er bei den Militärweltspielen in Rio de Janeiro mit 2,05 m ebenfalls in der Vorrunde aus und beendete daraufhin seine aktive sportliche Karriere im Alter von 34 Jahren.